# Октябрьский (Тимашёвский район)
Октя́брьский — посёлок в Тимашёвском районе Краснодарского края России.
Входит в состав Поселкового сельского поселения.

## Население
| 2002 | 2010 |
| ---- | ---- |
| 267  | ↘224 |

## Уличная сеть
- ул. Береговая,
- ул. Новая,
- ул. Садовая,
- ул. Свободная,
- ул. Степная[5].